# ルーブ・フォスター
アンドルー・ルーブ・フォスター（Andrew Rube Foster　1878年（もしくは1879年）9月17日 - 1930年12月9日）はアメリカ合衆国の元プロ野球選手（投手）。現役時代は投手として、引退後には監督として、更に黒人野球界の実力者としてニグロリーグの設立に貢献した。弟ビル・フォスターも野球選手。
注:ニグロ･リーグ結成以前にも黒人プロ野球は存在していたが、組織だったものではなかった。

## 来歴
テキサス州ロバートソン郡カルヴァートにて生まれる。黒人野球チームで投手として大活躍し、キューバン・X・ジャイアンツに在籍していた1903年にMLBのフィラデルフィア・アスレチックス（現オークランド・アスレチックス）とエキシビションで対戦。この時にルーブ・ワッデルに投げ勝ったことでルーブが愛称として使われるようになった（後に正式なミドルネームとしている）。また他の試合ではサイ・ヤングに投げ勝っており、これらメジャーでの伝説的投手たちに勝るとも劣らない投手であった。
1903年、フィラデルフィア・ジャイアンツとの黒人ワールドシリーズではチームの5勝の内4勝を挙げるなど大車輪の活躍をした。また、翌1904年にはシーズン51勝を挙げている。
1910年からリーランド・ジャイアンツの監督を務めるようになる。この年には123勝6敗という成績を挙げるが、オーナーとの間で対立が起こり、フォスターは球団を買い取ってシカゴ・アメリカン・ジャイアンツと改名し、自ら経営に乗り出した。監督業と同時に興行にも力を入れて、シカゴ・アメリカン・ジャイアンツはメジャーとも並ぶ人気球団となった。このチームは1910年代最強の黒人野球チームと言われている。
1920年、かねてよりの夢であった黒人野球リーグの設立を呼びかけ、8チームが参加したニグロナショナルリーグが誕生した。これに刺激を受けて東部ではイースタンカラードリーグも発足。1924年からは両リーグの勝者の間で黒人ワールドシリーズが行われるようになった（1927年まで）。
ニグロ・ナショナル・リーグとイースタン・カラード・リーグは仲が悪く、オーナーたちにはリーグ全体を引っ張っていく力が無くフォスター一人がリーグ全体を支えている形であった。フォスター自身に対してはほとんど無報酬であり、しかも経営難のチームには自腹を切って救済するなどひたすらフォスターはリーグのために奔走し続ける。
しかしあまりに過重な負担がかかったフォスターは1926年に精神を患い、1930年に死去。指導者を失った黒人野球リーグは大恐慌の影響もありいったん崩壊はするものの再び復活し、1930年代後半から1940年代前半にかけて全盛期を迎える。1981年、アメリカ野球殿堂入りした。
投手としての球種はカーブ、スクリューボール
　
投球フォームは主にサブマリン
(米書　「guide　to　pitchers」より）